# Eibelstadt

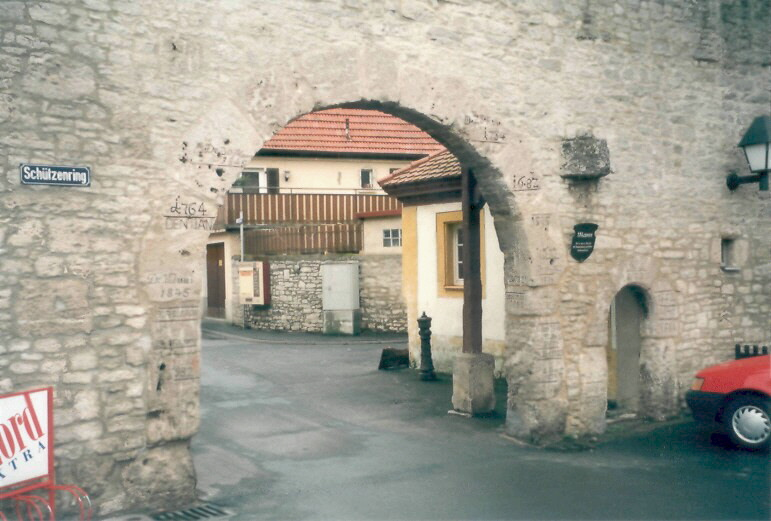
Eibelstadt

Eibelstadt este un oraș din Franconia Inferioară, landul Bavaria, Germania.